# Evangelische Christuskirche (Gerthe)

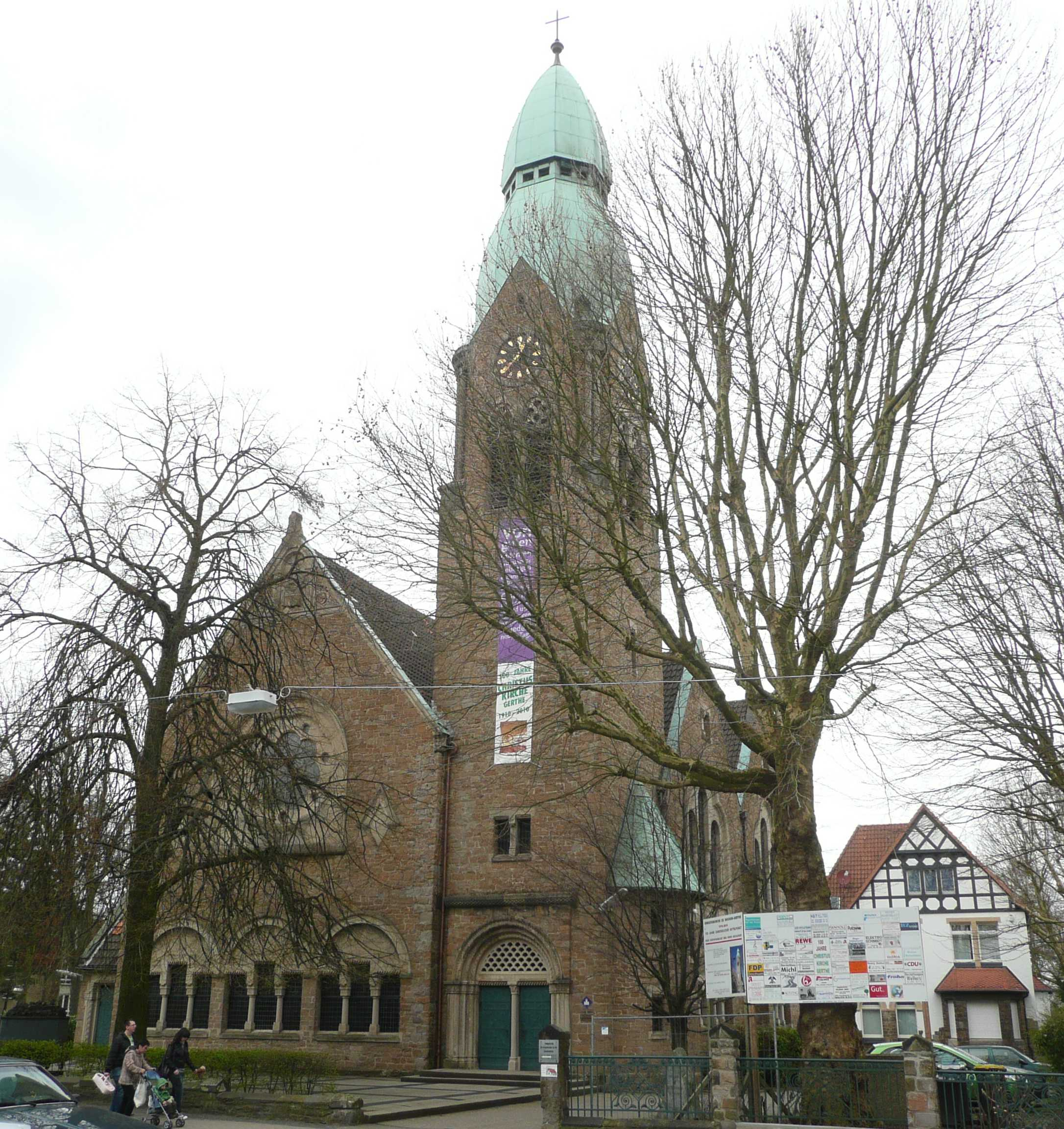
Christuskirche

Die evangelische Christuskirche ist ein denkmalgeschütztes Kirchengebäude in Gerthe, einem Stadtteil von Bochum in Nordrhein-Westfalen.

## Architektur
Die nach Norden ausgerichtete Basilika mit niedrigen Seitenschiffen und einer raumhohen Empore über dem östlichen Seitenschiff wurde 1909–1910 nach einem Entwurf des Architekten Karl Siebold errichtet. Der Chor schließt gerade ab, der Turm steht südlich. Die Kirche wurde im Zweiten Weltkrieg stark beschädigt und 1946/1947 wiederhergestellt. Die vereinfachende Innenraumausstattung stammt von 1955.
Die Außenwände sind aus bruchrauem Sandstein mit Werksteingliederungen gemauert. Die Wände sind teils durch eckige und teils durch rundbogige Fenster gegliedert. In der Fassade befindet sich ein großes Fächerfenster und ein Relief, das Christus als Weltenrichter zeigt. Der hohe Turm ist mit einer zweifach geschweiften Haube bekrönt. Die Anbauten sind in unterschiedlichen Formen ausgeführt.
In das Langhaus ist ein flaches Tonnengewölbe eingezogen, es wird von den Seitenschiffen durch gedrungene Säulen abgegrenzt. Unter der Südempore ist ein Konfirmandensaal abgeteilt. Am Chorbogen und an der Westseite wurde 2006/2007 die originale Ausmalung nach Befund erneuert. An der Altarwand wurden die mittleren Säulen der ursprünglichen Blendarkatur wieder sichtbar gemacht. Die Ausstattung aus der Bauzeit der Kirche ist zum großen Teil erhalten. Die beiden Ädikulä mit Taufstein und Ambo wurden in Anlehnung an frühmittelalterliche Gestaltungen angefertigt.

## Galerie

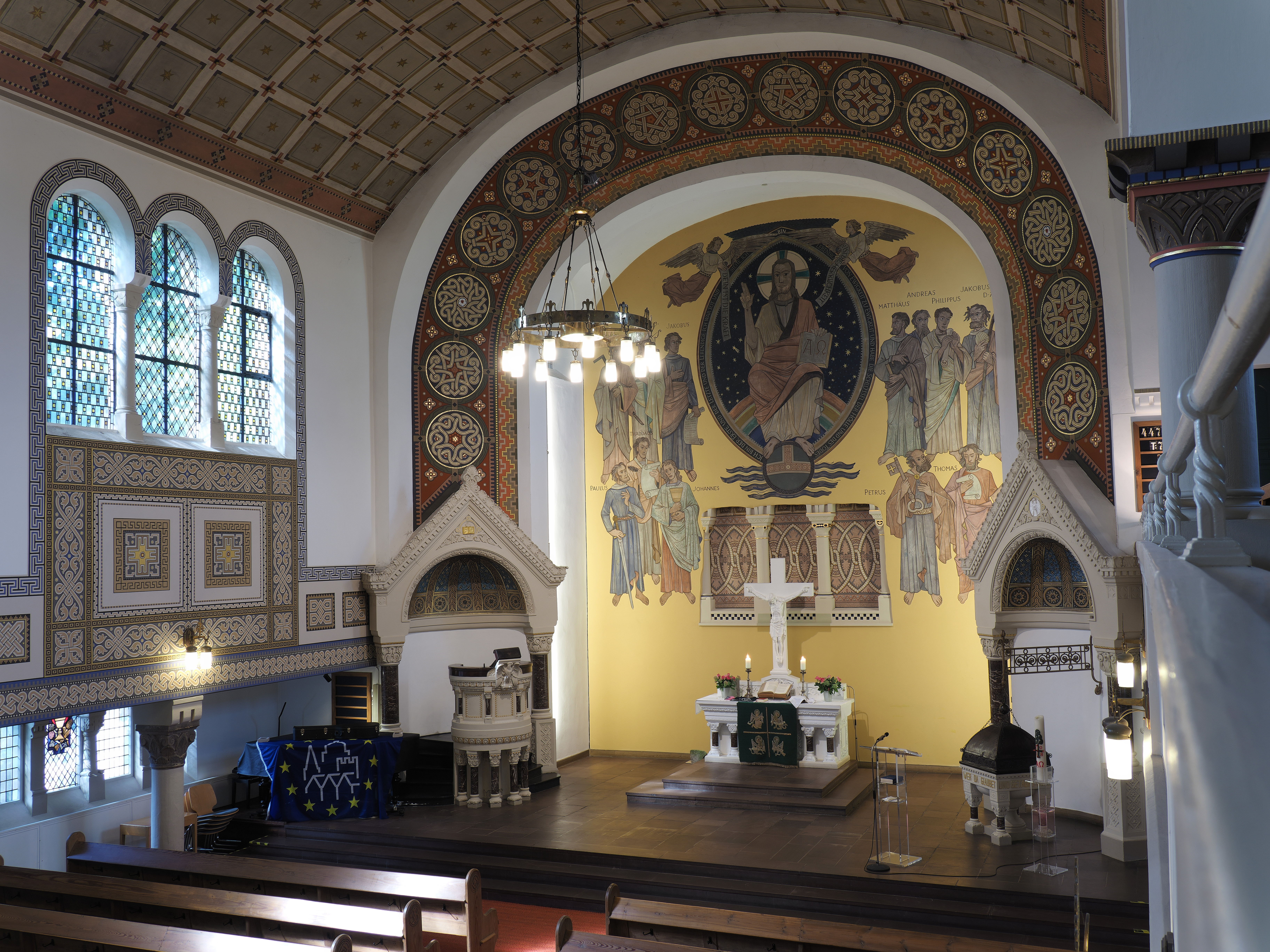
Chorraum und Mittelschiff mit Ausmalungen
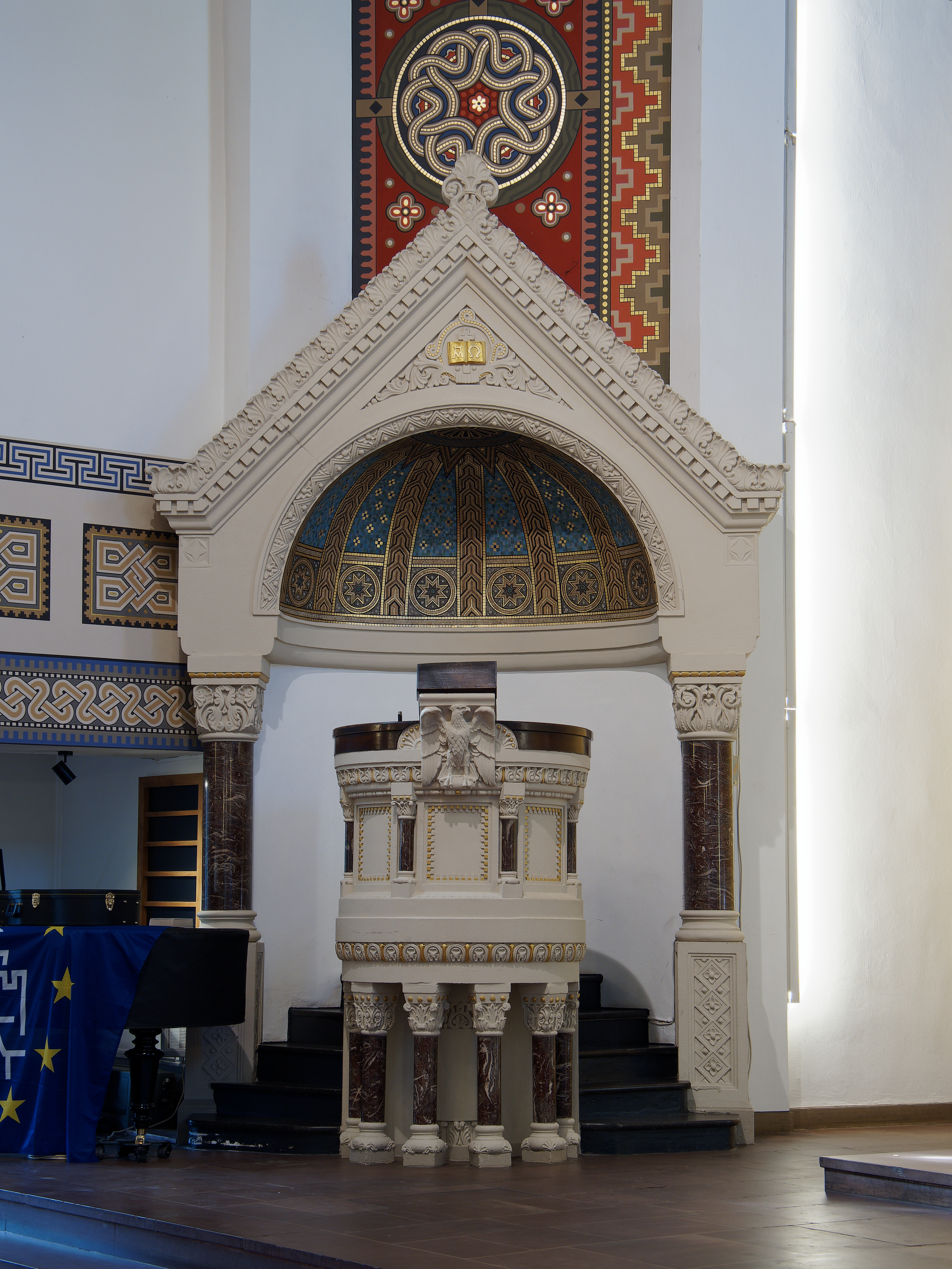
Kanzel im eigenen Gehäuse
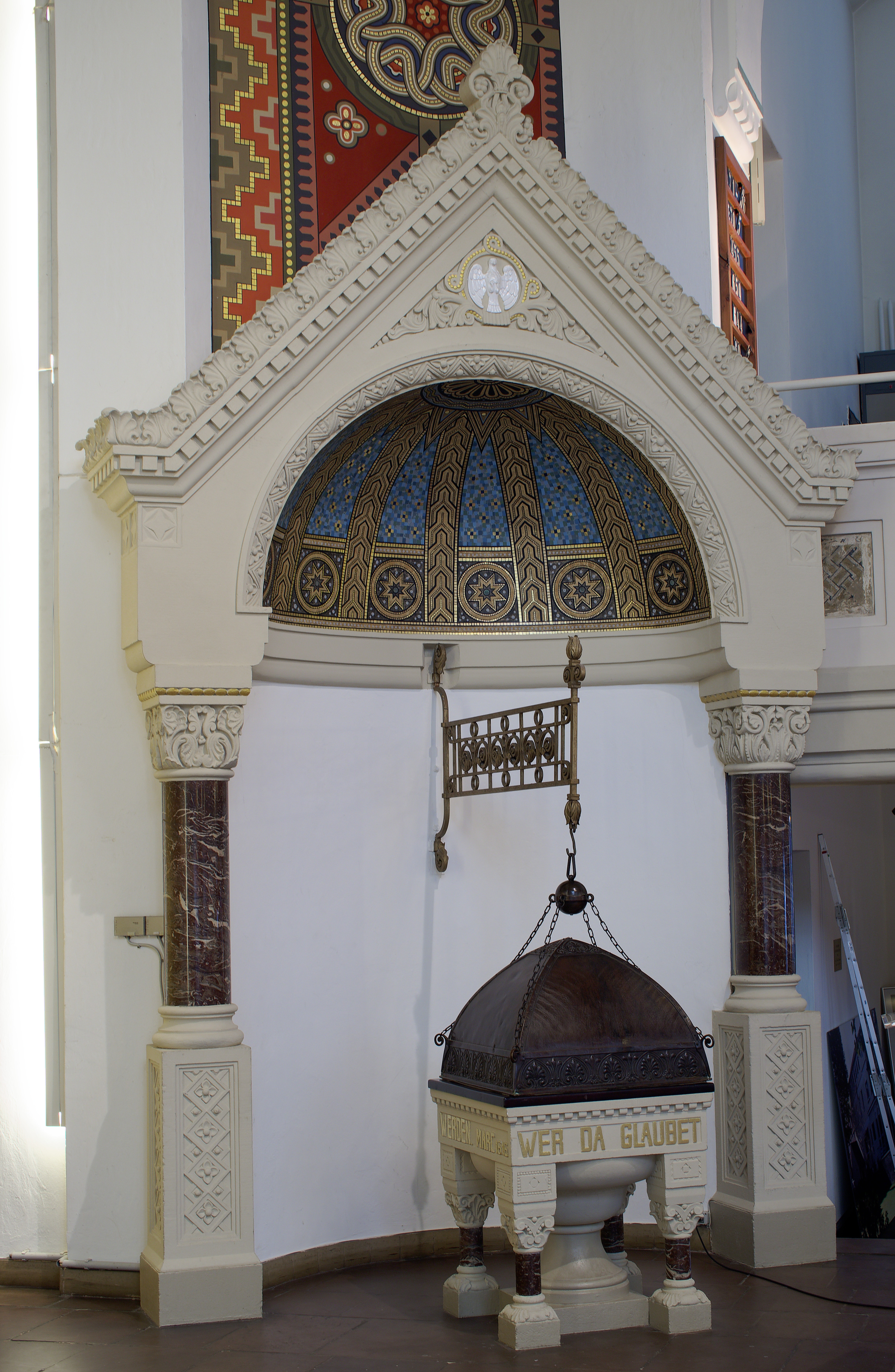
Taufbecken
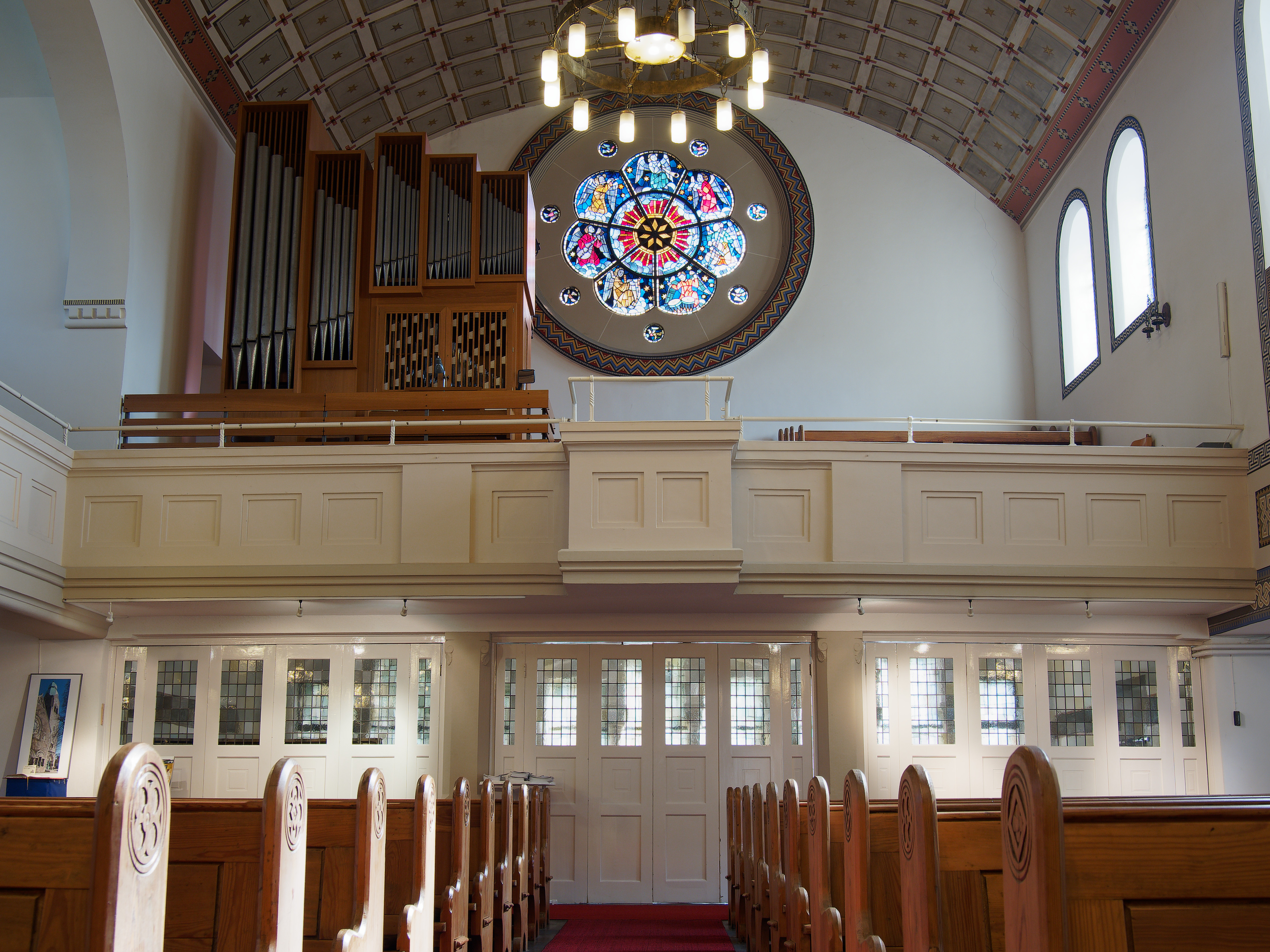
Konfirmandenssal, Orgelbühne, Rosettenfenster mit musizierenden Engeln
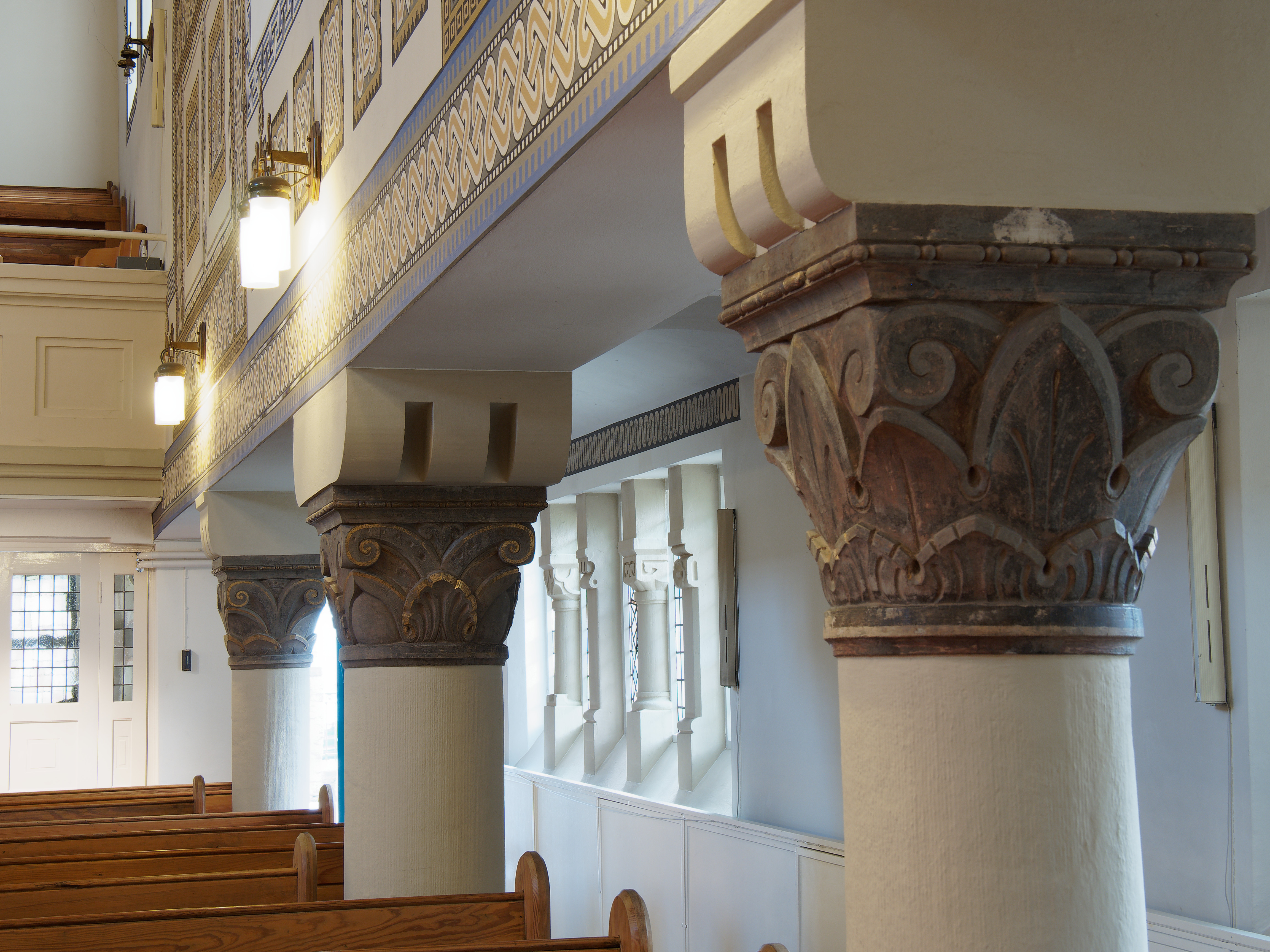
Säulen mit Kapitellen an der Westseite
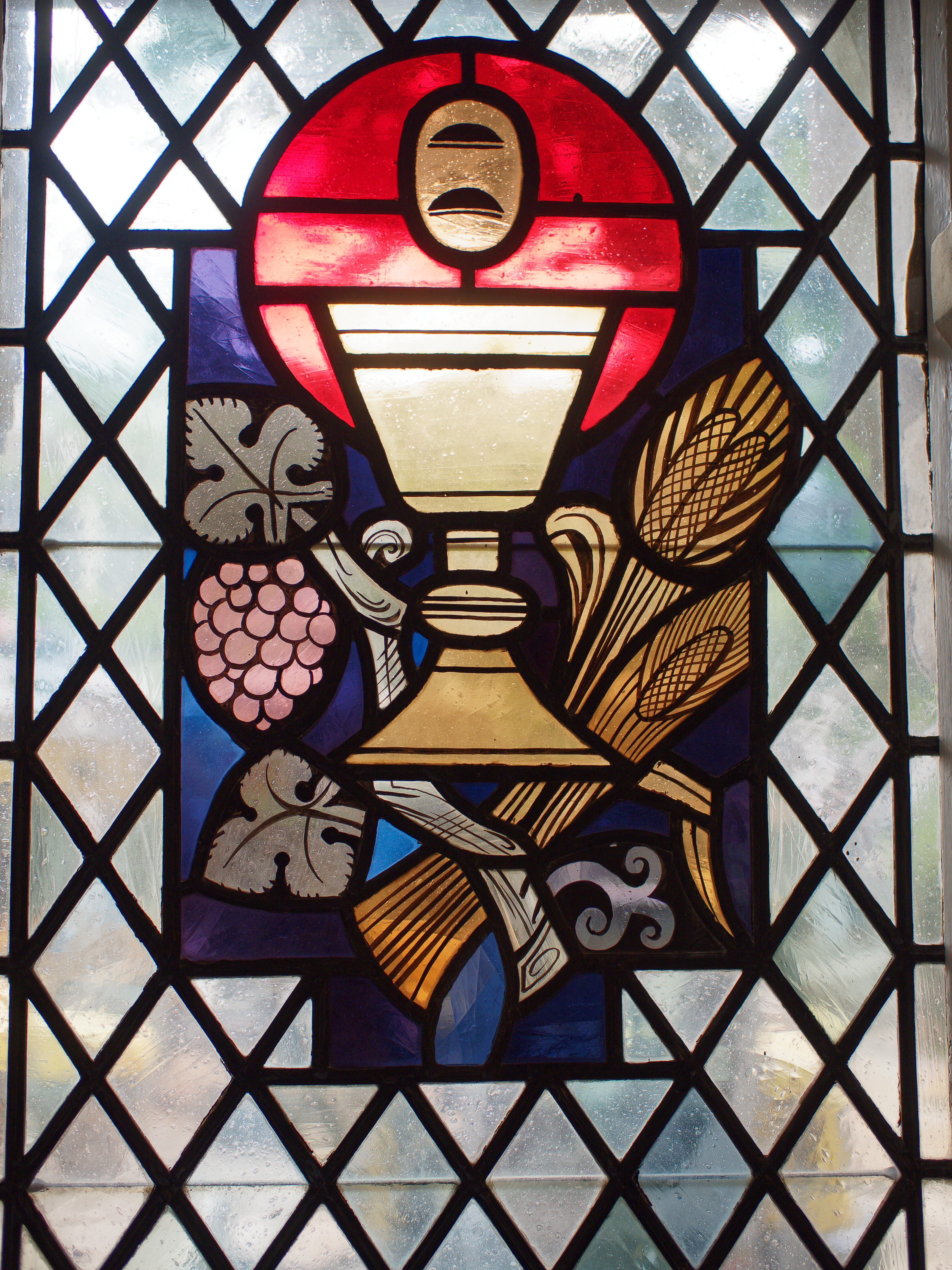
Glasmalerei
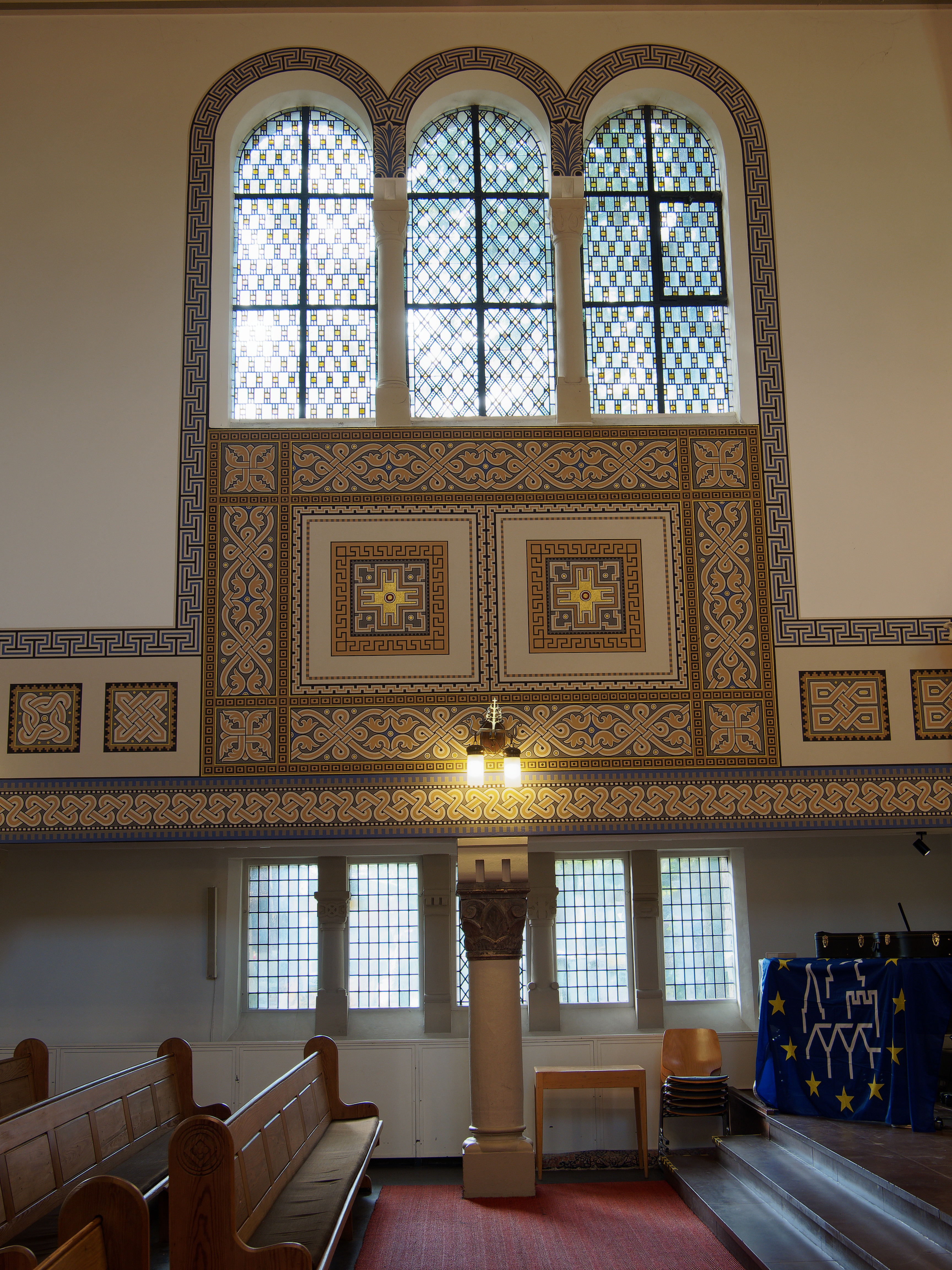
Ausmalungen an westlichen Fenstern
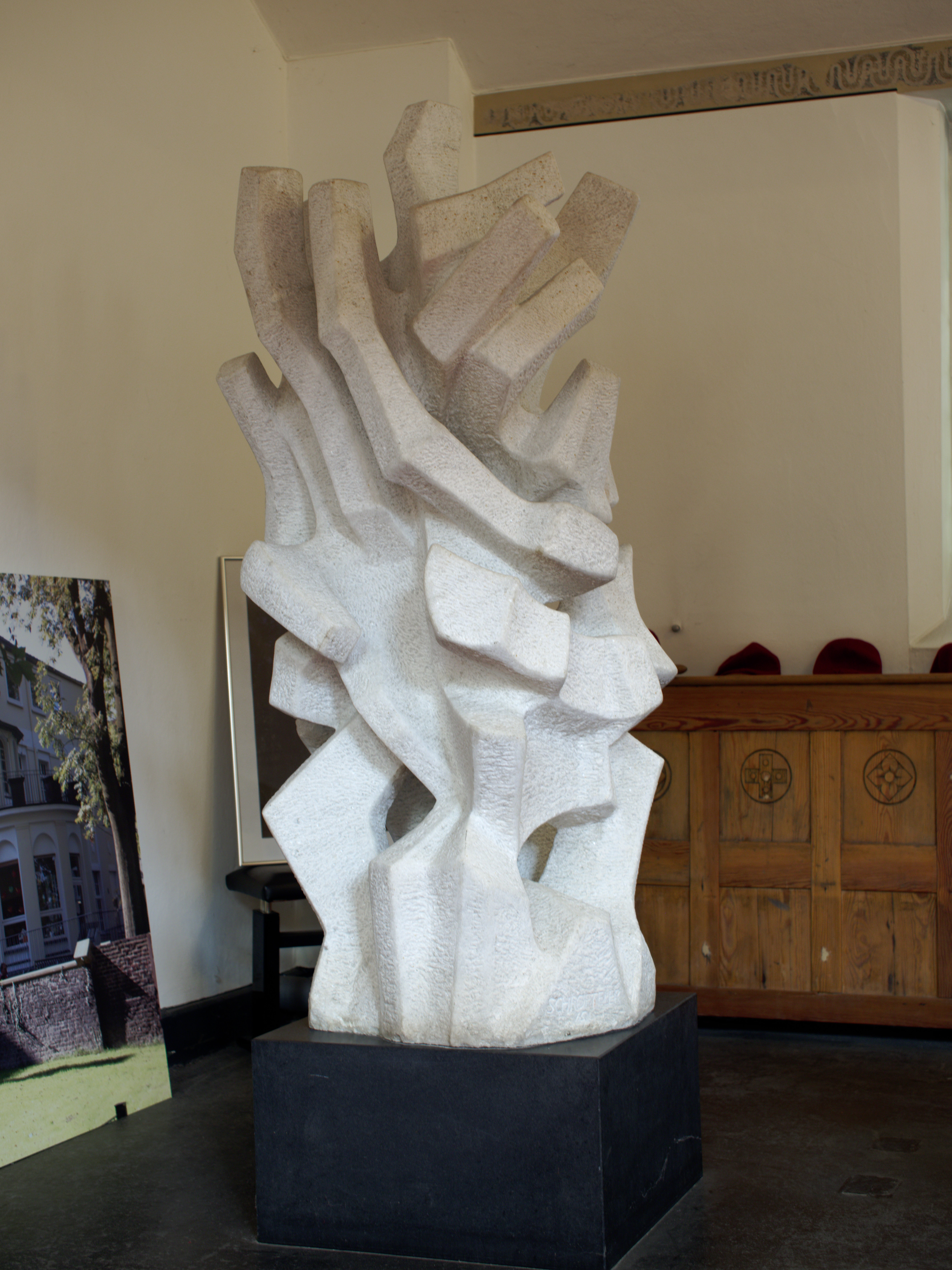
Skulptur von Dr. Heinrich Schroeteler
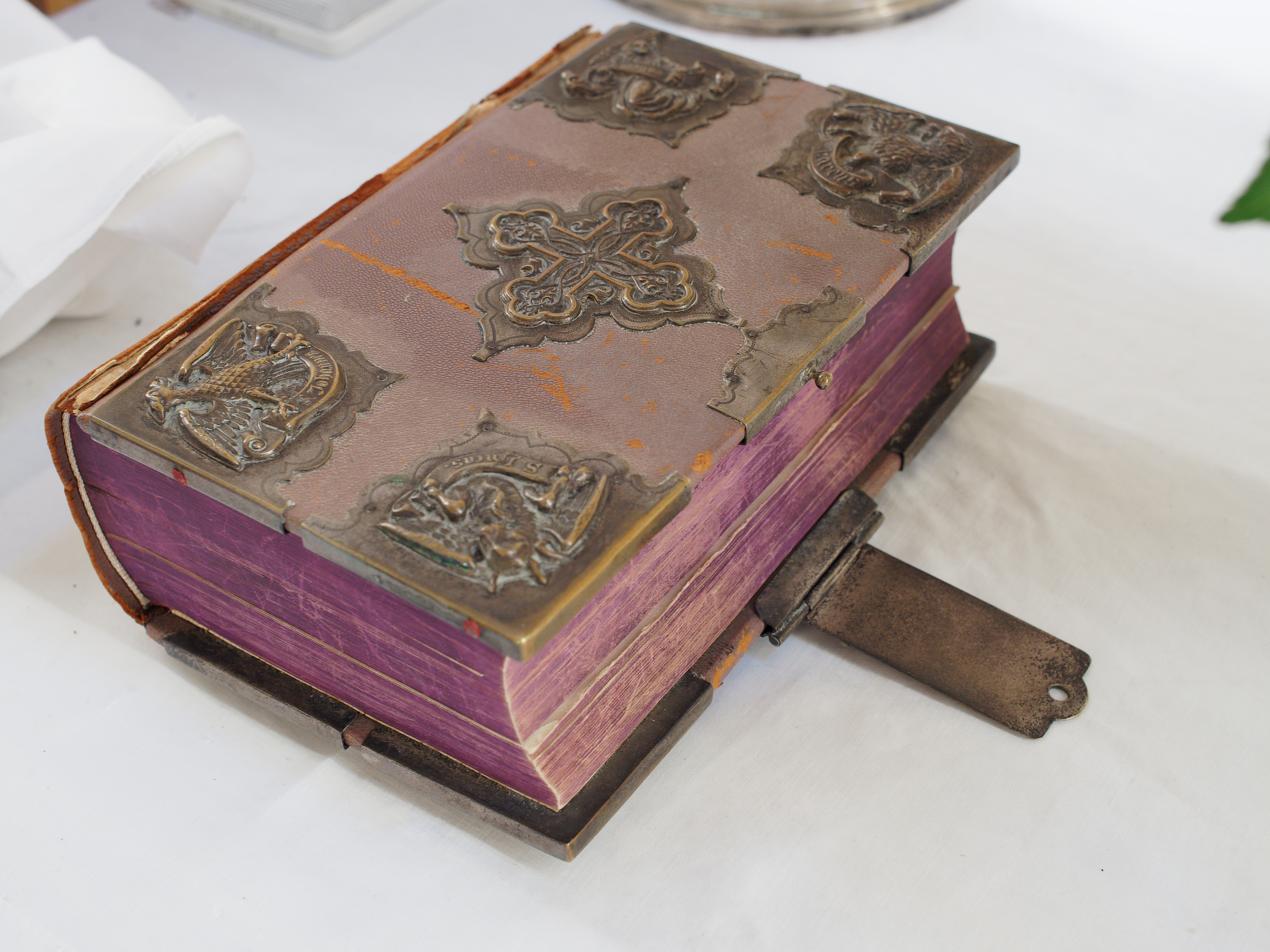
Bibel mit Widmung von Kaiserin Augusta Victoria
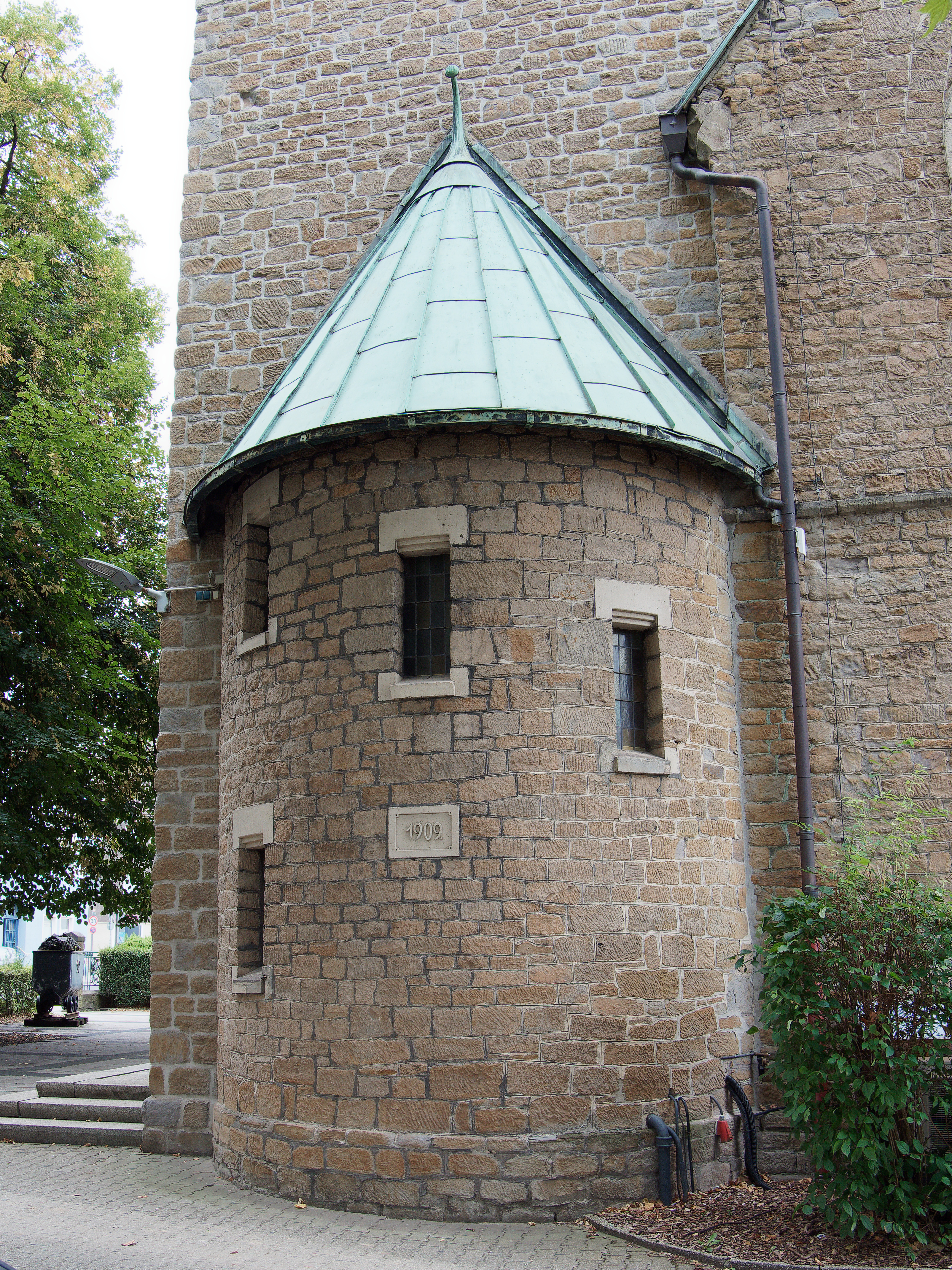
Treppenhaus am Turm